# ميدكيف (تكساس)
ميدكيف (بالإنجليزية: Midkiff, Texas)‏ هي قائمة مجتمعات فردية في ميزوري تقع في الولايات المتحدة في مقاطعة أبتون (تكساس). يقدر عدد سكانها  وترتفع عن سطح البحر 833.94 متر.